# Bitwa o Czerwone Klify
Bitwa o Czerwone Klify, znana także pod nazwą Bitwa pod Chibi (chiń. upr. 赤壁之战; chiń. trad. 赤壁之戰; pinyin Chìbì zhī zhàn) – decydująca bitwa końca dynastii Han, rozegrała się przed początkiem Okresu Trzech Królestw w Chinach. Bitwa odbyła się zimą 208/209, pomiędzy zjednoczonymi siłami Liu Beia i Sun Quana, a przeważającymi liczebnie wojskami Cao Cao. Liu Bei i Sun Quan udaremnili wysiłki Cao Cao, który próbował podbić tereny na południe od rzeki Jangcy i ponownie zjednoczyć ziemie Wschodniej Dynastii Han. Sprzymierzone zwycięstwo przy Czerwonych Klifach zapewniło przetrwanie Liu Beiowi i Sun Quanowi, dało im kontrolę nad Jangcy i zapewniło linię obrony, która była później podstawą do utworzenia dwóch południowych królestw – Shu Han (蜀) i  Wu (吳).
Opisy bitwy znacznie się różnią, co do detali; nawet jej lokalizacja pozostaje dyskusyjna. Jednak pomimo iż dokładne miejsce pozostaje niepewne, większość naukowców przypuszcza, że bitwa miała miejsce na południowym brzegu Jangcy, na południowy zachód od dzisiejszego Wuhan i północny wschód od Baqiu (współcześnie miasto Yueyang w prowincji Hunan). Najwięcej szczegółowych relacji z bitwy dostarcza biografia Zhou Yu w historycznym tekście z trzeciego wieku: Kronika Trzech Królestw (Sanguo Zhi). Wyolbrzymiona i wyidealizowana bitwa jest również głównym wydarzeniem w jednej z czterech najsłynniejszych powieści literatury chińskiej: Opowieści o Trzech Królestwach.

## Bitwa
Plan pokonania Cao Cao opracował służący u Liu Beia strateg Zhuge Liang. Strategia zakładała pozorowane poddanie się wojsk generała Wu, Huang Gaia. Udając przejście na stronę wroga wysłano w stronę floty Cao Cao dziesięć uprzednio podpalonych okrętów, obciążonych drewnem nasączonym łatwopalnymi oliwami. Kiedy zbliżyły się do floty Cao Cao – nagle wybuchły. Zakotwiczone statki połączone były łańcuchami. Dzięki tej okoliczności oraz korzystnym wiatrom, flota spłonęła. Po bitwie Cao Cao powrócił na północ.

## Kultura masowa
Bitwa o Czerwone Klify została przedstawiona w filmie Trzy Królestwa.